# Krzywa Góra (Włocławek)
Krzywa Góra – część miasta Włocławka, położona, w jego północno-zachodniej części.

## Historia
Krzywa Góra to dawniej samodzielna wieś należąca od 1867 do gminy Łęg w powiecie włocławskim  w guberni warszawskiej. Za II RP należała do gminy Łęg w powiecie włocławskim w województwie warszawskim. 20 października 1933 otrzymała status gromady (sołectwa) w gminie Łęg. Od 1 kwietnia 1938 w województwie pomorskim.
Po wojnie Krzywa Góra zachowała przynależność administracyjną, stanowiąc jedną z 9 gromad gminy Łęg w powiecie włocławskim, od 1950 w województwie bydgoskim. W związku z reformą administracyjną kraju jesienią 1954 weszła w skład nowo utworzonej gromady Rózinowo w powiecie włocławskim w województwie warszawskim.
1 stycznia 1973, wraz z kolejną reformą administracyjną kraju, weszła w skład gminy Włocławek W latach 1975–1979 miejscowość administracyjnie należała do województwa włocławskiego. 1 grudnia 1979 Krzywą Górę włączono do Włocławka.